# هوی (ویرجینیای غربی)
هوی (به انگلیسی: Hoy) یک منطقهٔ مسکونی در ایالات متحده آمریکا است که در شهرستان همپشر، ویرجینیای غربی واقع شده‌است.